# Gátos György
Dr. Gátos György (Kaposvár, 1931 – Pécs, 2020. november 11.) bíró, egyetemi oktató, kosárlabdázó.

## Élete
A Nagy Lajos Gimnáziumban  érettségizett 1949-ben. A Pécsi Tudományegyetem Állam- és Jogtudományi Karán diplomázott 1953-ban, majd ugyanezen év július 27. napjától a Pécsi Járásbíróság bírósági fogalmazója lett. 1955-ben az igazságügyminiszter bíróvá nevezte ki, kezdő bírói éveit Komlón, Siklóson és Szigetváron töltötte. 1970-től 1971-ig a Baranya Megyei Bíróság tanácselnöke lett. Aktív igazgatási tevékenységet is ellátott: 1968-tól 1970-ig a Pécsi Városi Bíróság elnökhelyettese, 1971-től 1982-ig a Baranya Megyei Bíróság elnökhelyettese volt. 1982-től ismét tanácselnöki kinevezést kapott a megyei bíróságon. 1992-ben kinevezték a Baranyai Megyei Bíróság Polgári Kollégiumának vezetőjévé, mely tisztséget egészen nyugdíjazásáig, 2001-ig töltötte be. 2001-ben bírósági titkárként, 2002-ben pedig főtanácsadóként járult hozzá az igazságszolgáltatás működéséhez a Baranya Megyei Bíróságon.
Az 1940-50-es években tagja volt a PEAC csapatának, visszavonulása után pedig játékvezetőként segítette a megyei sportszövetség munkáját.
Részt vett a Pécsi Tudományegyetem jogelődje, a Janus Pannonius Tudományegyetem joghallgatóinak elméleti képzésében, vizsgáztatásában.
2020. november 19-én 13.00 órakor temették a Pécsi Központi Temetőben.

## Elismerései
Az igazságügyminiszter 1980-ban bírósági főtanácsosi címet, a köztársasági elnök hosszú időn keresztül végzett magas színvonalú munkája elismeréseként 1995-ben a Magyar Köztársasági Érdemrend Középkeresztjét adományozta neki.